# Phyllodytesius
Phyllodytesius är ett släkte av skalbaggar. Phyllodytesius ingår i familjen vivlar.
Kladogram enligt Catalogue of Life:
| Phyllodytesius | \| \| Phyllodytesius foveatus \| \| \| \| \| \| Phyllodytesius irregularis \| \| \| \| |
|                | \| \| Phyllodytesius foveatus \| \| \| \| \| \| Phyllodytesius irregularis \| \| \| \| |
|                | Phyllodytesius foveatus                                                                |
|                |                                                                                        |
|                | Phyllodytesius irregularis                                                             |
|                |                                                                                        |